# Excès d'épargne mondiale
 (octobre 2022).
Un excès d'épargne mondiale (en anglais : global saving glut) est une situation où, dans plusieurs pays, l'épargne est surabondante et dépasse le montant des investissements du pays. Dans une telle situation, l'épargne est placée sur les marchés financiers internationaux. L'expression est issue d'un discours de Ben Bernanke, président de la Réserve fédérale des États-Unis.

## Concept
Les agents économiques (ménages, entreprises, États...) disposent, si leurs revenus sont plus élevés que leurs dépenses, d'épargne. L'épargne peut être ou bien thésaurisée (conservée de manière oisive), ou bien investie. Les investissements peuvent ou bien être des placements peu productifs (achats de titres de dette publique, par exemple), ou bien très productifs (achats d'obligations d'entreprises qui financent l'innovation). Un excès d'épargne mondiale est une situation où le stock d'épargne disponible dans le monde est supérieur au stock d'épargne investie dans des placements productifs. 
Dans une telle situation, les agents qui épargnent voient leur épargne transiter vers des placements peu risqués qui ne financent pas l'innovation. C'est le cas des investissements dans la dette publique. L'investissement au niveau mondial se trouve déprimé par la non-utilisation d'épargne dans des investissements productifs. L'excès d'épargne fait chuter le taux d'intérêt naturel. 
Le concept d'excès d'épargne mondiale est créé par Ben Bernanke, président de la Réserve fédérale des États-Unis, en 2005. Il se montre alors inquiet de « l'augmentation sensible de l'offre mondiale d'épargne ». L'excès d'épargne mondiale est alors présentée comme une hypothèse permettant d'expliquer pourquoi, au cours des années 2000 et jusqu'à la crise des subprimes, les taux d'intérêt de long terme sont si faibles aux États-Unis. Barry Eichengreen a soutenu que l'excès d'épargne mondiale était également dû à la chute des biens d'investissement, qui sont utilisés dans le cadre des processus de production, en lien notamment avec le déploiement de l'informatique. 

## Historique
Les années 1990 sont marquées par la crainte d'une pénurie mondiale d'épargne. Les projets d'investissement, notamment dans les pays d'Europe de l'Est après la dislocation de l'URSS, exigent beaucoup de fonds ; or, les taux d'intérêt sont à cette époque élevée, du fait du manque d'épargne. La situation évolue toutefois nettement dans les années 2000 : du fait de la hausse du niveau de vie en Chine, et du comportement précautionneux des Tigres asiatiques qui se remettent de la crise économique asiatique, la capacité d'épargne augmente fortement ; les excédents commerciaux de l'Allemagne et les pétrodollars des pays de l'Organisation des pays exportateurs de pétrole jouent aussi un rôle. 
L'Asie devient le premier générateur mondial d'épargne, car les pays asiatiques ont mis en place des politiques publiques de croissance fondées sur l'exportation et la génération d'excédents commerciaux. Or, une telle stratégie implique de comprimer la demande intérieure, c'est-à-dire de favoriser l'épargne. En accumulant de l'épargne, ces pays, à travers notamment leurs fonds souverain, ont pu placer leur argent dans des obligations du Trésor américain. Entre 1999 et 2008, les réserves de change accumulées par les pays exportateurs passent de 1 600 à 7 000 milliards de dollars ; environ deux tiers sont investis dans les obligations américaines. Ainsi, les achats massifs de ces obligations d’État ont conduit à une augmentation de leur valeur, et donc à une chute de leur taux d'intérêt, permettant aux États-Unis de financer ses déficits budgétaires à moindre coût. Cela se fait au détriment des pays émergents qui n'investissent pas leur épargne dans leur propre système économique.